# Радд, Деклан
Де́клан То́мас Радд (англ. Declan Thomas Rudd; 16 января 1991,  Дисс, Англия) — английский футболист, выступавший на позиции вратаря. Экс-игрок молодёжной национальной сборной Англии. Считался одним из самых талантливых вратарей своего поколения, но выйти на высший уровень ему не удалось.

## Карьера
Деклан родился в городе Дисс, Норфолк. Радд присоединился к академии города Норвич в возрасте восьми лет. Он был замечен скаутам «Сити» в игре за родной клуб «Брессингем» на позиции нападающего.
Летом 2008 подписал профессиональный контракт с «канарейками», получив футболку с номером «13». Первый матч на профессиональном уровне провёл 26 сентября 2009 против «Джиллингема», заменив Фрейзера Форстера.
«Я думаю, что мой рост помог мне», сказал Радд, обращаясь к официальной программе матча клуба «On the Ball», в октябре 2007 года. «Я был довольно высоким для своего возраста, и мне всегда нравилось играть в воротах. Но тренеры в моем старом клубе всегда чувствовали, что мне лучше играть в поле. Только в „Норвиче“, когда мне сказали, что толкового нападающего из меня не выйдет, я стал вратарём».

31 марта 2022 года Радд объявил о своем уходе из футбола из-за травмы колена.